# Tettigonia semicircularis
Tettigonia semicircularis är en insektsart som beskrevs av Victor Antoine Signoret 1853. Tettigonia semicircularis ingår i släktet Tettigonia och familjen dvärgstritar. Inga underarter finns listade i Catalogue of Life.